# Box na Letních olympijských hrách 1932
Box na Letních olympijských hrách 1932 se konal v Grand Olympic Auditoriu v Los Angeles.

## Medailisté

### Muži
| Kategorie                    | Zlato                                       | Stříbro                            | Bronz                                          |
| ---------------------------- | ------------------------------------------- | ---------------------------------- | ---------------------------------------------- |
| Muší váha (– 51 kg)          | István Énekes · Maďarsko (HUN)              | Francisco Cabañas · Mexiko (MEX)   | Louis Salica · Spojené státy americké (USA)    |
| Bantamová váha (– 54 kg)     | Horace Gwynne · Kanada (CAN)                | Hans Ziglarski · Německo (GER)     | José Villanueva · Filipíny (PHI)               |
| Pérová váha (– 58 kg)        | Carmelo Robledo · Argentina (ARG)           | Josef Schleinkofer · Německo (GER) | Allan Carlsson · Švédsko (SWE)                 |
| Lehká váha (– 62 kg)         | Lawrence Stevens · Jihoafrická unie (RSA)   | Thure Ahlqvist · Švédsko (SWE)     | Nathan Bor · Spojené státy americké (USA)      |
| Lehká střední váha (– 67 kg) | Edward Flynn · Spojené státy americké (USA) | Erich Campe · Německo (GER)        | Bruno Ahlberg · Finsko (FIN)                   |
| Střední váha (– 73 kg)       | Carmen Barth · Spojené státy americké (USA) | Amado Azar · Argentina (ARG)       | Ernest Peirce · Jihoafrická unie (RSA)         |
| Polotěžká váha (– 80 kg)     | David Carstens · Jihoafrická unie (RSA)     | Gino Rossi · Itálie (ITA)          | Peter Jørgensen · Dánsko (DEN)                 |
| Těžká váha (+ 80 kg)         | Santiago Lovell · Argentina (ARG)           | Luigi Rovati · Itálie (ITA)        | Frederick Feary · Spojené státy americké (USA) |

## Přehled medailí podle zemí
| Pořadí | Země                         | Zlato | Stříbro | Bronz | Celkově |
| ------ | ---------------------------- | ----- | ------- | ----- | ------- |
| 1.     | Argentina (ARG)              | 2     | 1       | 0     | 3       |
| 2.     | Spojené státy americké (USA) | 2     | 0       | 3     | 5       |
| 3.     | Jihoafrická unie (RSA)       | 2     | 0       | 1     | 3       |
| 4.     | Kanada (CAN)                 | 1     | 0       | 0     | 1       |
| 4.     | Maďarsko (HUN)               | 1     | 0       | 0     | 1       |
| 6.     | Německo (GER)                | 0     | 3       | 0     | 3       |
| 7.     | Itálie (ITA)                 | 0     | 2       | 0     | 2       |
| 8.     | Švédsko (SWE)                | 0     | 1       | 1     | 2       |
| 9.     | Mexiko (MEX)                 | 0     | 1       | 0     | 1       |
| 10.    | Filipíny (PHI)               | 0     | 0       | 1     | 1       |
| 10.    | Finsko (FIN)                 | 0     | 0       | 1     | 1       |
| 10.    | Dánsko (DEN)                 | 0     | 0       | 1     | 1       |